# Chersonesos (Krim)
Chersonesos (klassisk grekiska: Χερσόνησος, (Chersonēsos); latin: Chersonesus; bysantinsk grekiska: Χερσών; gammal östslaviska: Корсунь, Korsun; ukrainska och ryska: Khersones; även transkriberat som Chersonese, Chersonesus, Cherson) är en grekisk koloni grundad för cirka 2500 år sedan i sydvästra Krim, då känd som Taurien. Kolonin grundades på 500-talet f.Kr. av bosättare från Heraclea Pontica.
Den antika staden ligger vid Svarta havets kust i utkanterna av den moderna staden Sevastopol på Krimhalvön, där den kallas Khersones. Platsen är nu en del av ett museum. Namnet "Chersonesos" betyder "halvö" på grekiska och beskriver mycket träffande platsen där kolonin grundades. Kolonin ska inte förväxlas med Tauriska Chersonesos, namnet som ofta tillämpas på hela södra delen av Krim tillsammans med Taurien.
Under stora delar av den klassiska eran var Chersonesos en demokrati som styrdes av en grupp folkvalda arkonter och ett råd kallad Damiorgi. Under årens lopp blev styret alltmer oligarkiskt, där makten koncentrerades till arkonterna. En form av en ed svuren av alla invånare sedan 200-talet har överlevt till nutid.

## Historia

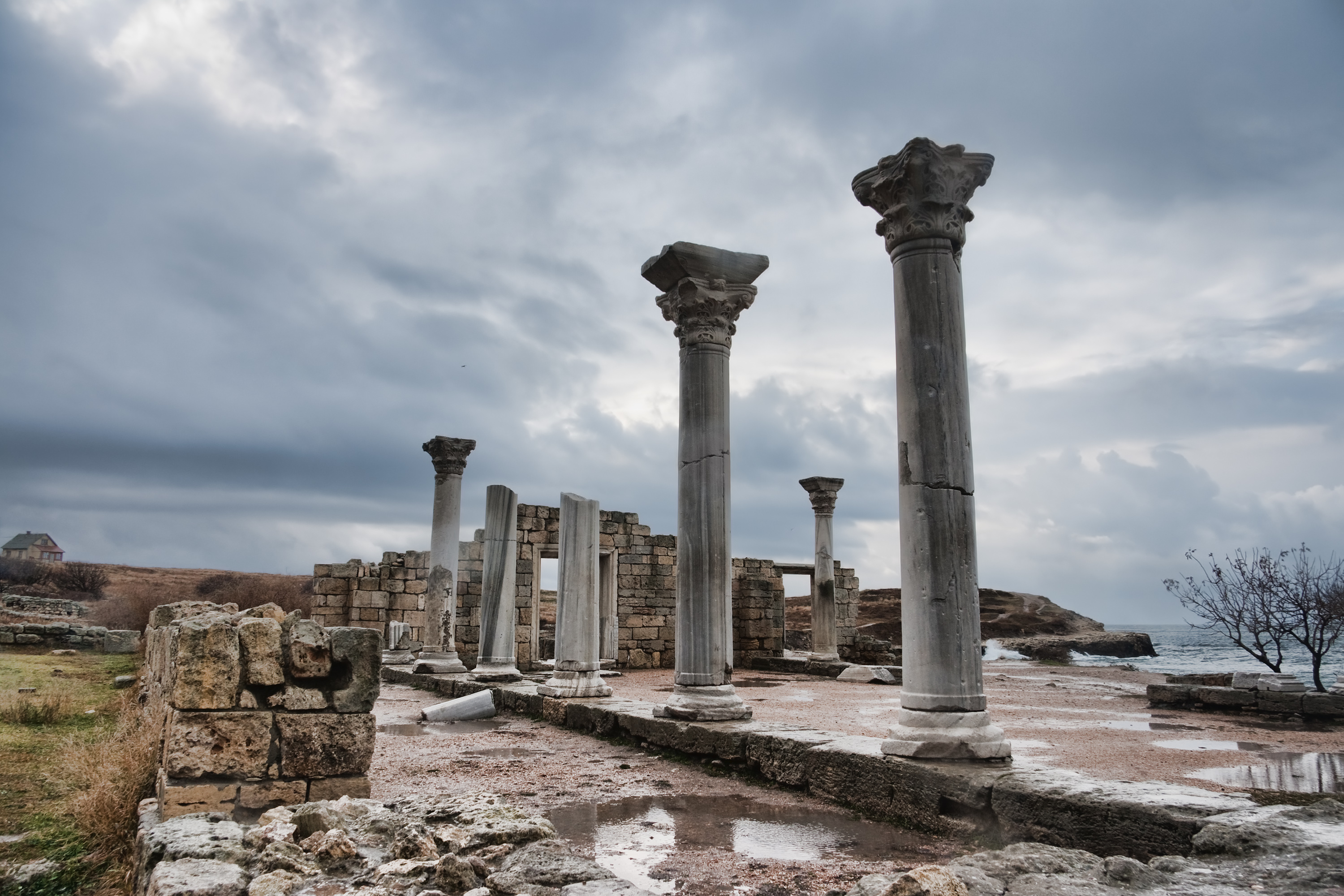
Basilika

### Antiken

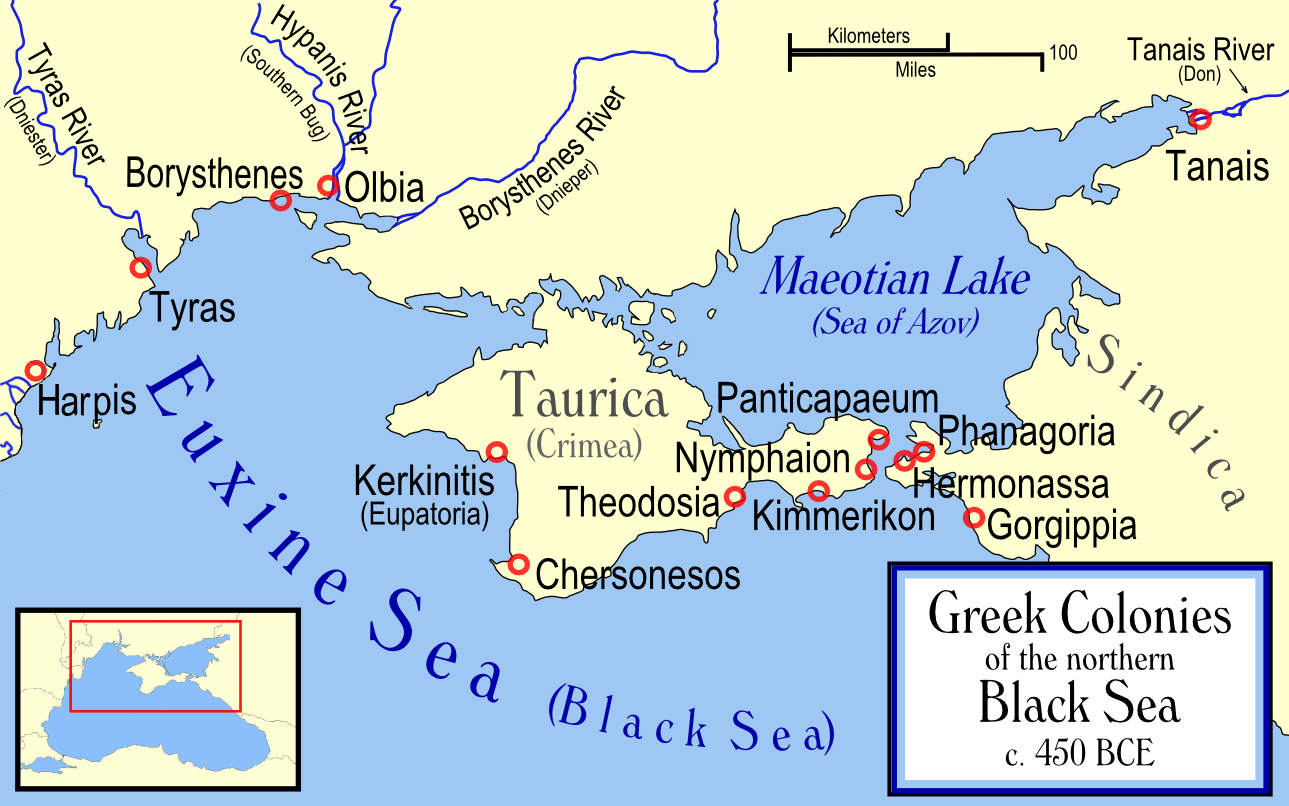
Chersonesos och andra grekiska kolonier längs Svarta havets norra kust på 400-talet.

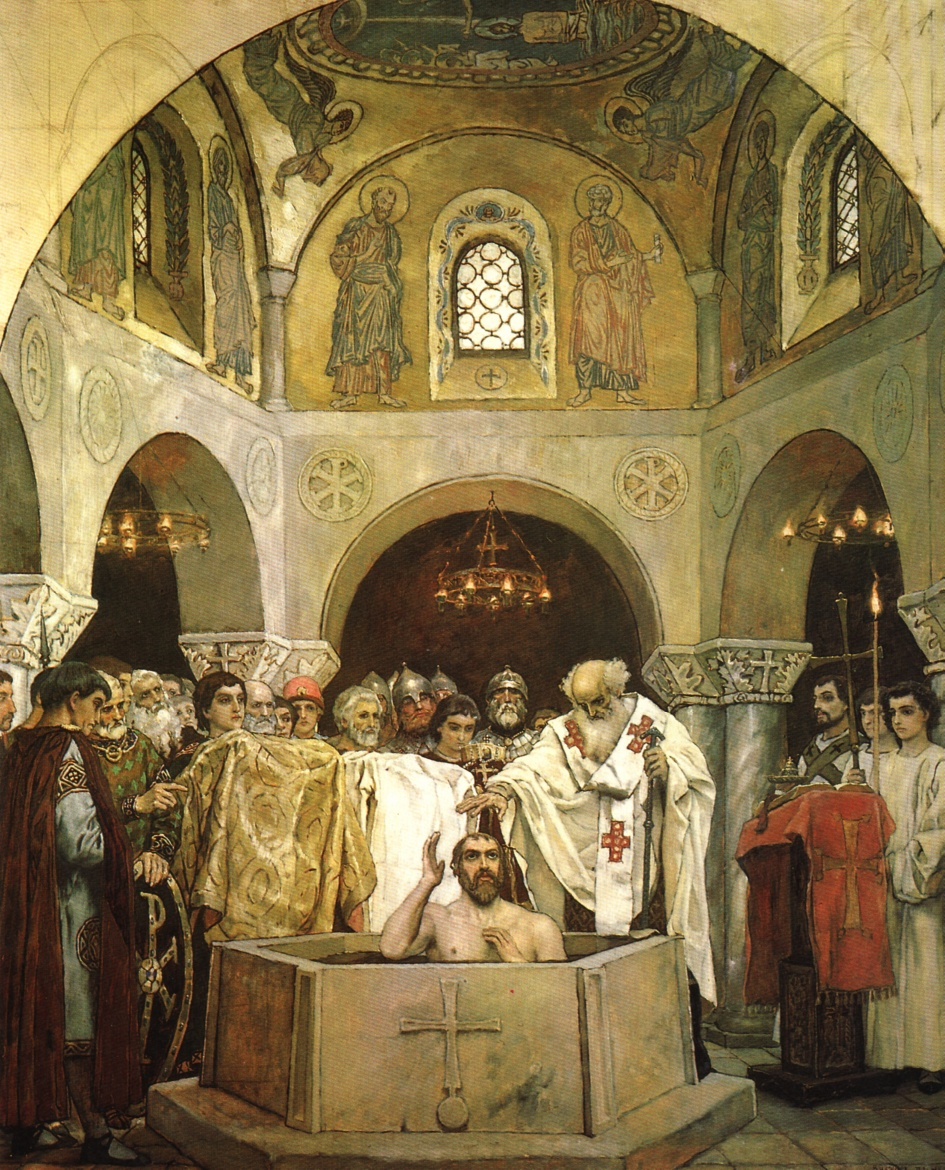
Viktor Vasnetsov: Vladimir den heliges dop i Korsun.

I slutet av 100-talet f.Kr. blev Chersonesos avhängigt till Bosporanska riket. Det var en del av Romarriket från mitten av 000-talet f.Kr. till år 370 e.Kr., då den intogs av hunnerna.

### Bysantinska eran
Chersonesos blev en Bysantinsk egendom under tidig medeltid och stod emot en gökturkarnas belägring år 581. Bysantinska styret var begränsat: det fanns en liten kejserlig garnison som mer var till för stadens skydd än för kontroll över den. Den var betydelsefull för Bysans på två sätt: som en observationspunkt för att hålla koll på barbariska stammar och dess isolering gjorde den till ett populärt tillhåll för människor i exil och för dem som förargade romerska och senare bysantinska regeringar. Bland dess mera kända "interner" var påvarna Clemens I och Martin I men också den bysantinske kejsaren Justinianus II. Enligt Theophanes bekännaren var Chersonesus residens för en Khazar-guvernör (tudun) i slutet av 600-talet.

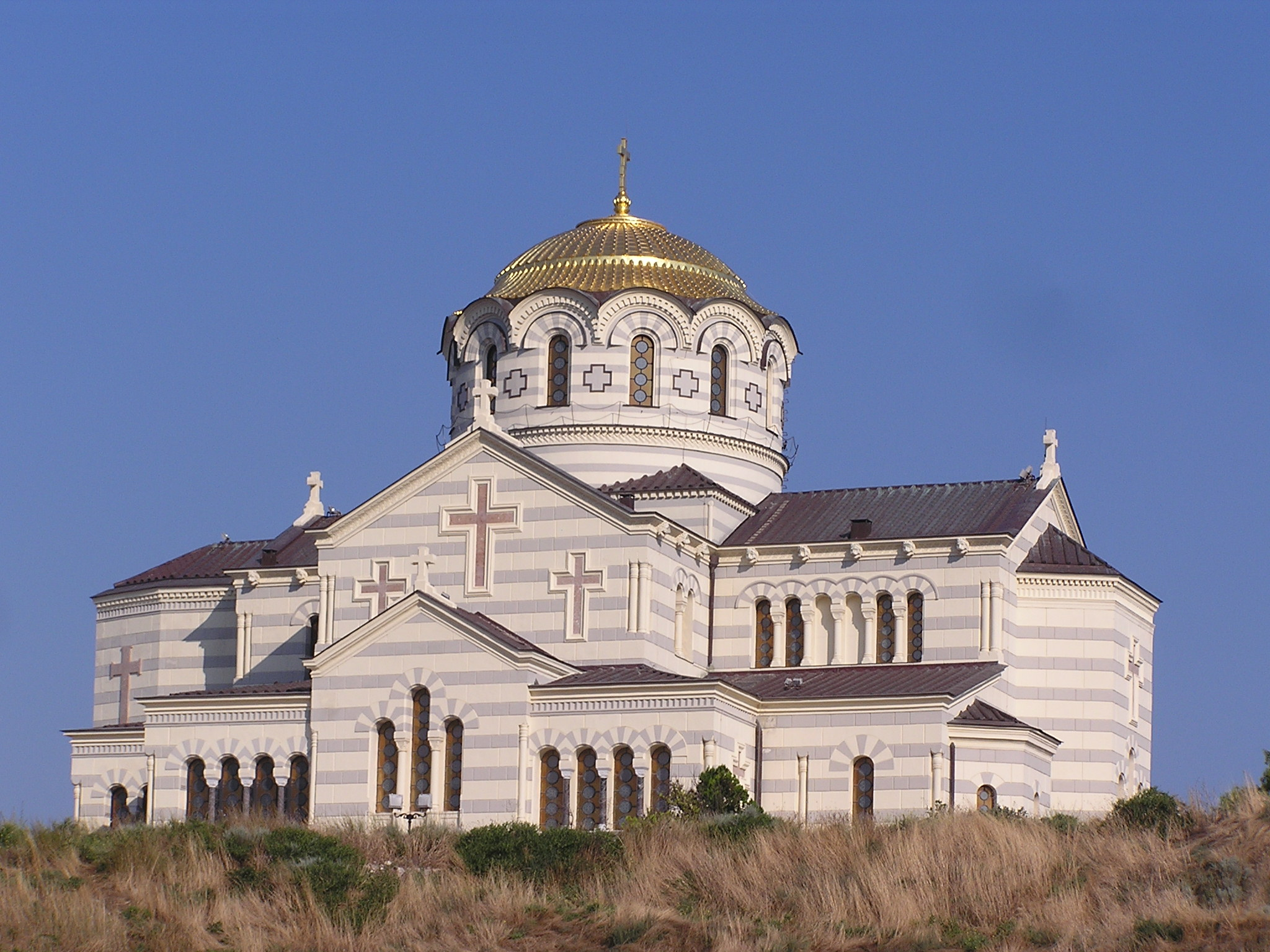
Vladimir den heliges katedral i Chersonesos uppfördes på 1800-talet i nybysantinsk stil.

År 833 skickade kejsar Theofilos adelsmannen Petronas Kamateros, som nyligen haft uppsikt över byggandet av Khazars fästning i Sarkel, för att ta direkt kontroll över staden och dess omgivningar och grunda themat Cherson. Detta förblev i Bysantinska rikets händer fram till 980-talet då den sägs ha fallit till Kiev. Vladimir den helige gick med på att evakuera fästningen endast om Basileios II:s syster Anna Porphyrogeneta skulle ges till honom i äktenskapet. Kravet orsakade en skandal i Konstantinopel då kejserliga prinsessor aldrig tidigare gifts bort till icke-greker. Som en förutsättning för äktenskapsbosättningen, lät Vladimir döpa sig här 988, vilket banade väg för Kievrusernas kristnande. Efter detta evakuerades Korsun.
Eftersom fälttåget inte hittats i grekiska källor, har historiker föreslagit att denna händelse refererar till händelserna under Rysk-bysantinska kriget år 1042 och till en annan Vladimir. Faktum är att de flesta värdeföremål som slaver i Korsun plundrade hamnade i Novgorod, där de förvarades i Sankta Sofiakatedralen i Novgorod fram till 1900-talet. En av de mest intressanta föremålen från denna "Korsunskatt" är Korsunporten, som tros ha tagit av Novgoroder i Korsun och idag är en del av katedralen.
Efter Fjärde korståget blev Chersonesos avhängigt till Kejsardömet Trabzon, och kom sedan under Genuas kontroll i början av 1200-talet. År 1299 plundrades staden av Gyllene hordens arméer. Ett århundrade senare förstördes den av Edigu och övergavs. I slutet av 1800-talet byggdes Vladimir den heliges katedral (klar 1892) uppe på en liten höjd med utsikt över området; arkitektoniskt i bysantinsk stil, avsedd som fira minnet av platsen där Vladimir döpte sig.

## Arkeologisk park

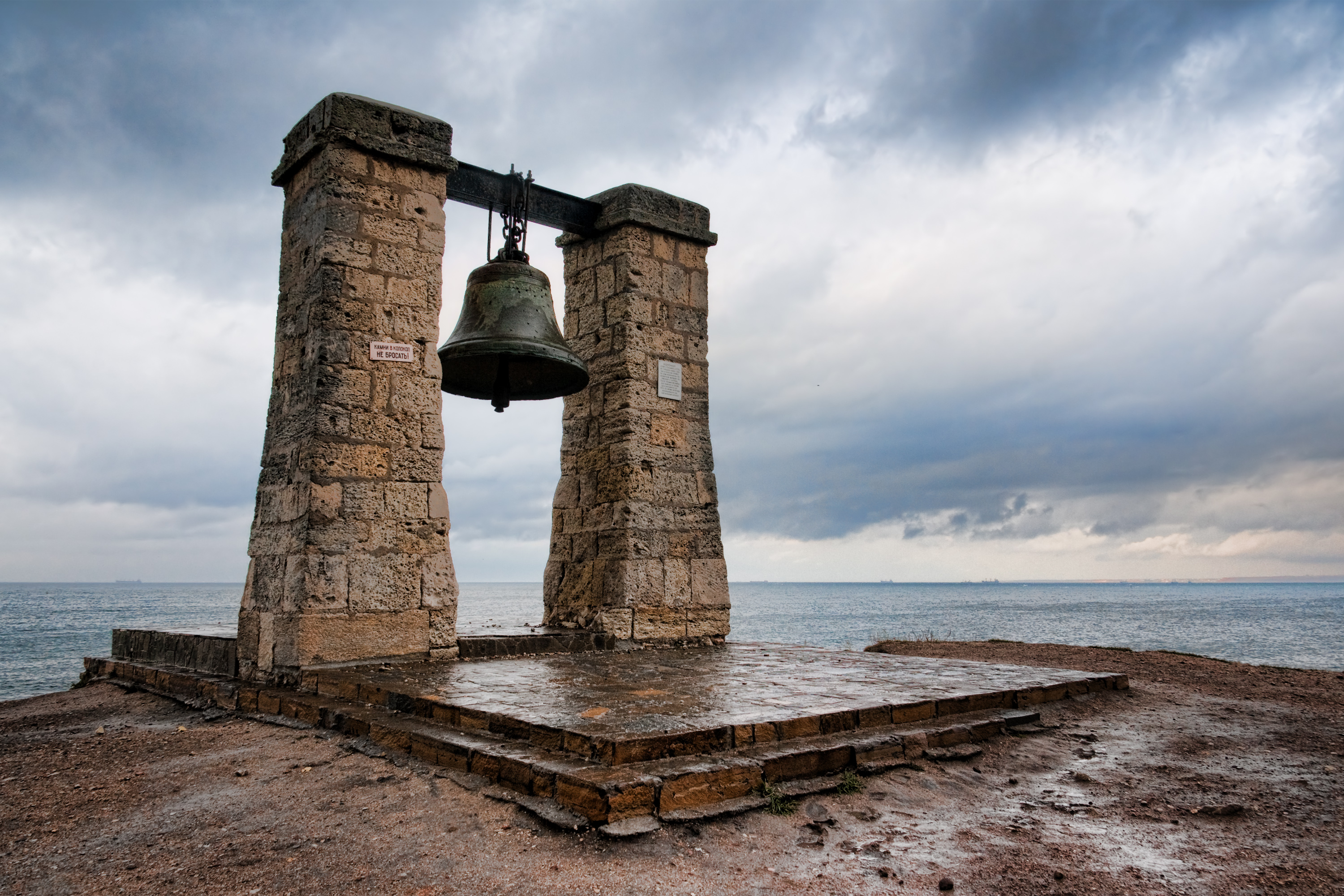
Chersonesos klocka

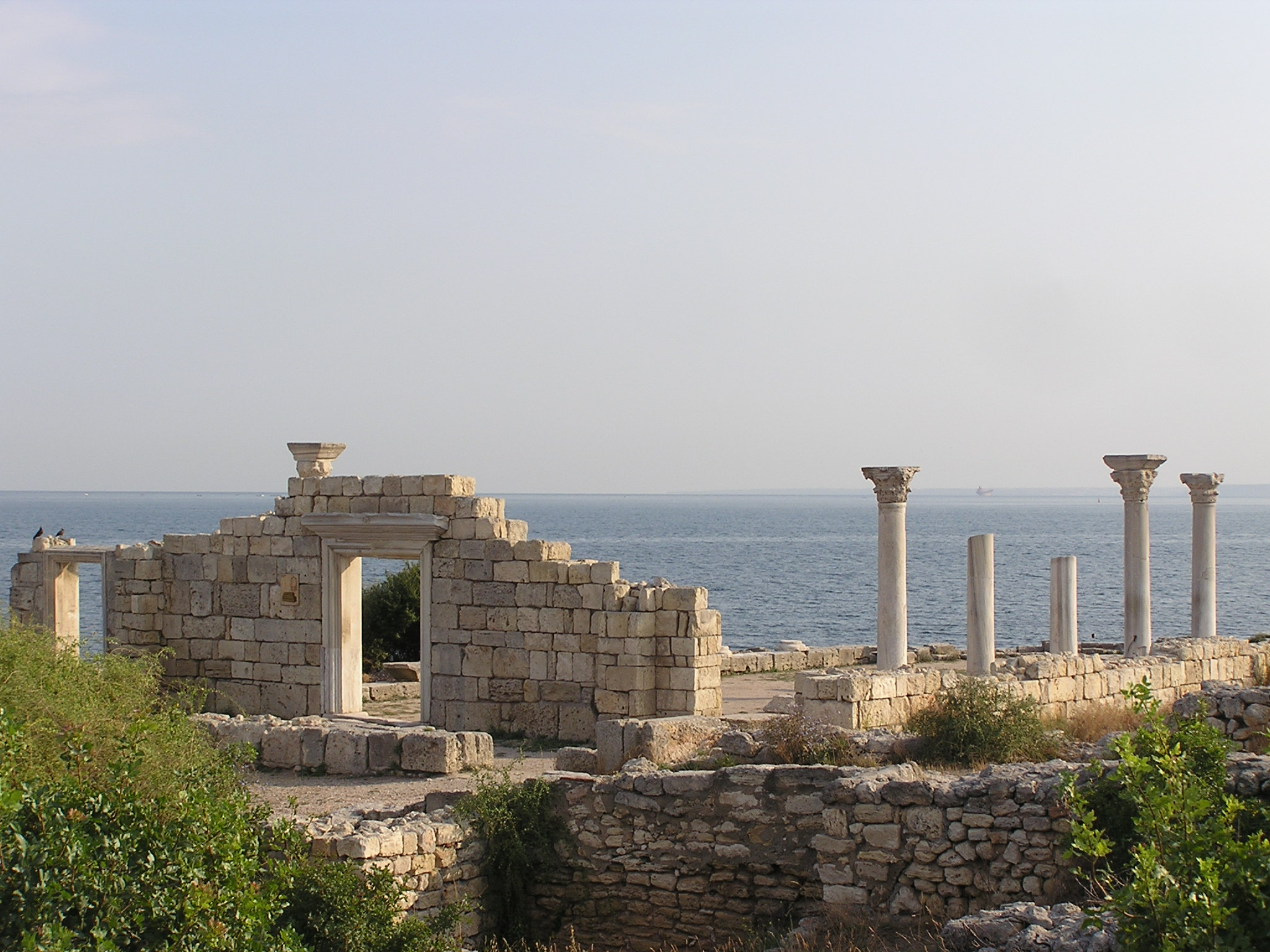
1935-basilikan

Chersonesos gamla ruiner ligger idag i en av Sevastopols förorter. De har undersökts arkeologiskt sedan 1827 och är idag en populär sevärdhet, skyddad som en arkeologisk park.
Byggnaderna bär på en blandning av grekisk, romersk och bysantinsk kultur. Försvarsmuren var ungefär 3,5 km lång, 3,5 till 4 km bred och 8 till 10 meter hög med torn som nådde en höjd på mellan 10 och 12 meter. Murarna omsluter ett cirka 30 hektar stort område. Bland byggnaderna finns en romersk amfiteater och ett grekiskt tempel.
Det kringliggande markområdet som hörde till staden, choran, består av flera kvadratkilometer uråldrig men nu ofruktbar jordbruksmark, med spår av vinpressar och försvarstorn. Enligt arkeologer tyder bevis på att lokalbefolkningen betalades för att utföra arbetet istället för att vara förslavade.
De utgrävda gravarna pekar mot gravseder som var annorlunda jämfört med de grekiska. Varje sten markerar en persons grav, istället för en hel familjs och dekorationerna omfattar bara objekt som ramar och vapen istället för gravstatyer. I över hälften av gravarna har arkeologer hittat ben efter barn. Brända rester indikerar att staden plundrades och förstördes.
2007 kom Chersonesos på femte plats i omröstningen om Ukrainas sju underverk.
Den 13 februari 2009 anmodade Ukrainas försvarsminister Yuriy Yekhanurov den ryska svartahavsflottan att flytta sin bildepå från platsen. Platsen för ryska svartahavsflottans bildepå var ett av hindren för att få Chersonesos uppsatt på världsarvslistan.

### 1935-basilikan
1935-basilikan är den mest kända basilikan som undersökts i Chersonesos. Dess ursprungliga namn är okänt så 1935 avser det år den öppnades. Basilikan byggdes troligen på 500-talet på platsen för ett äldre tempel, som av historiker antagits var en synagoga som i sin tur ersatte ett mindre tempel från kristendomens tidiga historia. 1935-basilikan används ofta som bild för att representera Chersonesos. Bilden av den finns på en ukrainsk sedel.

### Museets innehåll
Förutom själva fornminnet har museet cirka 200 000 mindre föremål från 400-talet till 1400-talet. Över 5 000 av dessa är utställda. Dessa omfattar:
- gamla texter, däribland Chersonesus-bornas ed (200-talet), dekret för att hedra Diophantus (100-talet)
- en myntsamling
- en mosaik med svarta och vita småstenar och färgade stenar
- gammal keramik
- arkitektoniska fragment, däribland antika och medeltida abakus, reliefer, rester av antika muralmålningar

## Aktuella studier
Institute of Classical Archaeology vid University of Texas at Austin och den lokala arkeologiska parken har undersökt platsen 1992-2014. Ukrainas regering satte upp Chersonesos på landets tentativa världsarvslista 1992 och 2013 fick området världsarvsstatus. Platsen hotas dock av att bebyggelsen kommer allt närmre och kust-erosion.

## Hot mot Chersonesos
Den närmande moderna bebyggelsen i och omkring fornminnet tillsammans med bristen på ekonomiska medel för att hindra exploateringstrycket har skapat risker för Chersonesos.
I en rapport från Global Heritage Fund i oktober 2010 med rubriken Saving Our Vanishing Heritage identifieras Chersonesos som en av tolv platser världen "på gränsen" till oersättlig förlust och förstörelse, med hänvisning till otillräcklig skötsel och exploateringstryck som främsta skäl.